# 野澤正充
野澤 正充（のざわ まさみち、1960年12月24日 - ）は、日本の法学者。専門は民法、特に契約法・フランス民法。法学博士（立教大学・1993年）。立教大学法学部法学科教授。弁護士。

## 人物・経歴
東京都出身。立教高等学校卒業。1983年立教大学法学部法学科卒業。1985年旧司法試験合格。
淡路剛久の指導の下、1988年立教大学大学院法学研究科修士課程修了、法学修士。1991年立教大学大学院法学研究科博士後期課程満期退学。。立教大学法学部助手。
1993年立教大学法学部専任講師。同年学位論文「「契約当事者の地位の移転」の再構成」で立教大学より博士（法学）の学位を取得。1995年同助教授。1996年パリ第2大学客員研究員。1999年人事院国家公務員Ⅱ種試験試験委員。2000年国土交通省不動産鑑定士試験委員。
2002年同教授。2004年同大学院法務研究科教授、東京都消費者被害救済委員会委員。2005年法務省司法試験考査委員。2006年日本学術会議連携会員、人事院国家公務員Ⅰ種試験試験委員。2007年最高裁判所契約監視委員会委員長。2012年立教大学大学院法務研究科委員長、人事院国家公務員総合職試験試験委員。2013年東京弁護士会懲戒委員。2014年東京都消費生活センター運営協議会会長代理、東京都消費生活対策審議会会長代理、日本学術会議会員。
2018年立教大学副総長。2019年立教学院常務理事・事業理事（企画・教学担当）。2020年東京都消費生活対策審議会会長。
2021年松田綜合法律事務所入所、弁護士登録（東京弁護士会）。専攻は契約法とフランス法。

## 著書
- 『債務引受・契約上の地位の移転』一粒社 2001年
- 『契約譲渡の研究』弘文堂 2002年
- 『ケースではじめる民法』（山野目章夫と共編著）弘文堂 2003年
- 『Step up債権総論』（片山直也, 難波譲治, 山田八千子と共著）不磨書房 2005年
- 『はじめての契約法』（笠井修, 鹿野菜穂子, 滝沢昌彦と共著）有斐閣 2006年
- 『債権総論』（渡辺達徳と共著）弘文堂 2007年
- 『契約法』日本評論社 2009年
- 『民法学と消費者法学の軌跡』信山社 2009年
- 『事務管理・不当利得・不法行為』日本評論社 2011年